# ملعب إنتشون لكرة القدم
ملعب إنتشون لكرة القدم (بالإنجليزية: Incheon Football Stadium)‏ هو ملعب كرة قدم يقع في إنتشون، كوريا الجنوبية، يتسع لـ 20,891 متفرج.

## التاريخ
افتتح الملعب في 11, مارس 2012. كانت تكلفة إنشاء الملعب 110 مليون دولار.